# The Honking
«The Honking» (укр. «Клаксон») — вісімнадцята серія другого сезону анімаційного серіалу «Футурама», що вийшла в ефір у Північній Америці 5 листопада 2000 року.
Автор сценарію: Кен Кілер.
Режисер: С'юзан Діттер.

## Сюжет
Бендер одержує звістку про смерть свого дядечка Володимира (англ. Vladimir). Згідно з заповітом, він отримує у спадок замок, за умови, що проведе в ньому бодай одну ніч. Протягом ночі у замку відбувається низка моторошних подій, з'являються привиди давно «померлих» роботів (природу цих привидів з'ясовує професор Фарнсворт: їх було поховано в негерметичних трунах, внаслідок чого їхні програми просочилися в комп'ютерну мережу замку). І зрештою на Бендера нападає один з нажахливіших монстрів — «вовкутачка» (роботичний аналог вовкулака) — червоно-білий «Плімут-ф'юрі» 1958 року випуску (прозора алюзія на роман Стівена Кінґа «Крістін»).
Повернувшись у «Міжпланетний експрес» Бендер починає снити кошмарами про автомобілі, що збивають людей, і переживати провали в пам'яті. Разом з друзями він звертається по «професійну допомогу» до автоматичної циркової ворожки. Робот-ворожка повідомляє, що Бендер сам перетворився на вовкутачку, і що йому судилося вбити свого найближчого друга. Єдиний спосіб зняти прокляття — знищити найпершу вовкутачку.
Тієї ж ночі Фрай і Ліла приковують Бендера до стіни, але опівночі він виривається і, перетворившись на вовкутачку, мало не вбиває Лілу (чим розлючує Фрая, який був упевнений, що під «найближчим другом» слід розуміти його). Уранці Фрай, Ліла і Бендер вирушають на пошуки першої вовкутачки. Послідовно вони зустрічаються з проклятим роботом-наглядачем замку, роботом-полярником, що мешкає в іґлу в Арктиці і, нарешті, з Калькулоном, який розповідає їм історію вовкутачки. Її було зібрано в рамках так званого «Проєкту Сатана» тисячу років тому з деталей «найзліших машин світу»: кермо було взято в авто Гітлера, сигнал лівого повороту від мікроавтобуса Фольксваґен, що належав гангстеру Чарльзу Менсону, а «двірники» — з машини, яка брала участь у серіалі «Лицар доріг». Вовкутачка збила Калькулона, який у той час був примітивним робочим пристроєм, і цим поклала початок низці подій, що призвела до халепи, в яку скочив Бендер. Завдяки інформації, повідомленій Калькулоном, друзі вирушають до Парижа, де в покинутому автомобільному заводі самотньо скніє «Проєкт Сатана». Коли годинник б'є північ, Бенедр знов перетворюється на вовкутачку, і разом з «Проєктом Сатана» вони починають полювання на Лілу і Фрая. Маючи вибір, кого з двох йому вбити, Бендер обирає Фрая, чим дуже розраджує його, позбавивши ревнощів. Натомість «Проєкт Сатана», намагаючись вбити Лілу, випадково потрапляє у велетенську піч, де гине, розплавившись. Злі чари розвіюються.
На жаль, у цей самий момент Фрая опиняється всередині Бендера-вовкутачки, і набувши свого звичайного вигляду, Бендер жахається від думки, що вбив друга. Проте, відкривши дверцята на своєму животі, він виявляє Фрая, затиснутого всередині корпусу. Вистрибнувши назовні, Фрай вітає Бендера з поверненням, а також із відновленням їхньої дружби, відкоркувавши пляшку пива, знайдену в корпусі робота. Серія завершується діалогом:
Бендер: Це моє останнє пиво! Я тебе вб'ю!

Фрай: Я тебе теж, друже! Я тебе теж!

## Пародії, алюзії, цікаві факти
- Назва серії пародіює заголовок фільму жахів про вовкулаків «Виття» (англ. The Howling).
- Завод, на якому зроблено «Проєкт Сатана», носить назву «Анти-Крайслер» — алюзія на «Антихрист» (через певну співзвучність цих слів в англійській мові).
- Зловісний звук, що лунає у замку перед появою привидів, є сигналом запуску Windows 98.
- Один з привидів, що переслідують Бендера, виглядає як логотип Microsoft Windows. Інший — як «летючий тостер» із популярної програми-скрінсейвера «After Dark».
- Картина, в якої рухаються очі, має підпис «Коммодор LXIV», що є пародією на назву одного з ранніх персональних комп'ютерів — «Commodore 64».
- В серії чимало алюзій на різні фільми жахів: «Машина», «Привиди», «Сяйво» і «Американський вовкулак у Парижі».
- У замку Бендер з жахом указує на цифри двійкового коду, що загадково з'явилися на стіні — 101100101 (361 у десятковій системі). Відбившись у дзеркалі, цифри виглядають як 1010011010, що відповідає десятковому числу 666 («число Звіра»).
- Штрафний майданчик, на якому прокидається Бендер, має гасло «Найщасливіше місце на Землі» (алюзія на Діснейленд).
- В одному з епізодів серії  доктор Зойдберґ намагається продати колегам продукцію фірми «Мері Кей».
- Сцена, в якій карета, запряжена кіньми, їде гірською дорогою до замку, нагадує аналогічну сцену з фільму «Дракула» (за романом Брема Стокера). З цього ж фільму також запозичено репліку візника «Я далі не поїду».
- Замок дядька Бендера розташований в «Робо-Угорській імперії» — алюзія на Австро-Угорську імперію.

## Особливості українського перекладу
- У похоронній проповіді Робот-проповідник каже «Дроти до дротів — іржа до іржі».
- Робот-юрист, що зачитує заповіт дядька Володимира носить назву «Прокурортрон».
- Авто з серіалу «Лицар доріг» названо «машинка Бі-Бі».